# Farnay
Farnay és un municipi francès situat al departament del Loira i a la regió d'Alvèrnia-Roine-Alps. L'any 2007 tenia 1.252 habitants.

## Demografia

### Població
El 2007 la població de fet de Farnay era de 1.252 persones. Hi havia 430 famílies de les quals 57 eren unipersonals (20 homes vivint sols i 37 dones vivint soles), 142 parelles sense fills, 215 parelles amb fills i 16 famílies monoparentals amb fills.
La població ha evolucionat segons el següent gràfic:
Habitants censats

### Habitatges
El 2007 hi havia 457 habitatges, 441 eren l'habitatge principal de la família, 6 eren segones residències i 9 estaven desocupats. 441 eren cases i 12 eren apartaments. Dels 441 habitatges principals, 408 estaven ocupats pels seus propietaris, 26 estaven llogats i ocupats pels llogaters i 7 estaven cedits a títol gratuït; 1 tenia una cambra, 7 en tenien dues, 51 en tenien tres, 142 en tenien quatre i 241 en tenien cinc o més. 367 habitatges disposaven pel capbaix d'una plaça de pàrquing. A 147 habitatges hi havia un automòbil i a 277 n'hi havia dos o més.

### Piràmide de població
La piràmide de població per edats i sexe el 2009 era:
| Homes | Edats   | Dones |
| ----- | ------- | ----- |
| 0     | 95 o +  | 0     |
| 0     | 90 a 94 | 0     |
| 4     | 85 a 89 | 0     |
| 4     | 80 a 84 | 4     |
| 8     | 75 a 79 | 12    |
| 8     | 70 a 74 | 16    |
| 16    | 65 a 69 | 0     |
| 28    | 60 a 64 | 24    |
| 32    | 55 a 59 | 48    |
| 80    | 50 a 54 | 48    |
| 44    | 45 a 49 | 72    |
| 36    | 40 a 44 | 32    |
| 52    | 35 a 39 | 48    |
| 28    | 30 a 34 | 36    |
| 28    | 25 a 29 | 32    |
| 28    | 20 a 24 | 24    |
| 28    | 15 a 19 | 48    |
| 40    | 10 a 14 | 28    |
| 36    | 5 a 9   | 72    |
| 32    | 0 a 4   | 40    |

## Economia
El 2007 la població en edat de treballar era de 834 persones, 606 eren actives i 228 eren inactives. De les 606 persones actives 571 estaven ocupades (306 homes i 265 dones) i 34 estaven aturades (15 homes i 19 dones). De les 228 persones inactives 76 estaven jubilades, 87 estaven estudiant i 65 estaven classificades com a «altres inactius».

### Ingressos
El 2009 a Farnay hi havia 467 unitats fiscals que integraven 1.343 persones, la mediana anual d'ingressos fiscals per persona era de 20.783 €.

### Activitats econòmiques
Dels 35 establiments que hi havia el 2007, 1 era d'una empresa extractiva, 1 d'una empresa de fabricació d'altres productes industrials, 8 d'empreses de construcció, 5 d'empreses de comerç i reparació d'automòbils, 4 d'empreses d'hostatgeria i restauració, 1 d'una empresa d'informació i comunicació, 2 d'empreses immobiliàries, 7 d'empreses de serveis, 3 d'entitats de l'administració pública i 3 d'empreses classificades com a «altres activitats de serveis».
Dels 4 establiments de servei als particulars que hi havia el 2009, 1 era un guixaire pintor, 1 fusteria, 1 lampisteria i 1 agència immobiliària.
L'any 2000 a Farnay hi havia 19 explotacions agrícoles que ocupaven un total de 135 hectàrees.

## Equipaments sanitaris i escolars
El 2009 hi havia una escola elemental.

## Poblacions més properes
El següent diagrama mostra les poblacions més properes.